# Герман Сирмијумски
Герман Сирмијумски је био епископ Сирмијума и присталица Хомоијанске теологије, која је често означена као облик аријанства.
Заједно са Валенсом Мурским и Урсакијем Сингидунумским био је одговоран за израду теолошког документа познатог као Сирмијумска бласфемија (светогрђе) из 357. године
Он се такође појављује у Расправи између хераклијских лаика и Германа епсикопа Сирмијума, из јануара 366. године
Његово учење је осуђено је на сва четири сирмијумска сабора и на Другом васељенском сабору. Верује се да је умро 375. или 376. године.